# 何氏羽油鯰
何氏羽油鯰，為輻鰭魚綱鯰形目鼬鯰科的其中一種，為溫帶淡水魚，分布於南美洲阿根廷伊瓜蘇河流域，體長可達23公分，棲息在底層水域，生活習性不明。

## 扩展阅读
維基物種上的相關：何氏羽油鯰